# Rafael Guastavino Moreno
Rafael Guastavino Moreno (Valencia, 1º marzo 1842 – Asheville, 1º febbraio 1908) è stato un architetto spagnolo, capomastro e costruttore edilizio che diffuse le
volte in folio negli Stati Uniti.

## Biografia
Guastavino è nato e cresciuto a Valencia, in una famiglia di tradizione artistica (il nonno era un costruttore di pianoforti di Varazze e uno dei suoi bis-bisnonni era un costruttore di chiese), molto vicino a edifici monumentali come la cattedrale e la Lonja da Seda, e durante l'adolescenza iniziò a lavorare come apprendista presso uno studio di architettura locale.
A 17 anni sposò Pilar Expósito, figlia adottiva di alcuni parenti di Barcellona, perché la mise incinta. Questi parenti le hanno offerto alloggio e lavoro se la coppia si fosse trasferita più vicino a loro. A Barcellona, Guastavino iniziò a studiare alla  Scuola per capomastri e progettò edifici residenziali e industriali (come la fabbrica di Batlló), e il Teatro de La Massa.
Iniziò però una relazione con Paulina Roig, dipendente di famiglia, e la mise incinta, cosa che gli causò seri problemi familiari e finanziari, e nel 1881 decise di trasferirsi a New York con Paulina, loro figlio in comune, Rafael Guastavino Roig, e le sue due figlie. Tuttavia, nello stesso anno, Paulina e le sue due figlie tornarono in Spagna, dove però fu emesso un mandato di perquisizione contro Guastavino per inadempienza su diverse cambiali.
Dopo aver provato a lavorare come architetto e dopo i grandi Chicago e incendio di Boston, la richiesta di edifici resistenti al fuoco è cresciuta e Guastavino ha deciso di fondare la società Guastavino Fireproof Construction Company, focalizzata esclusivamente sulla progettazione e l'elaborazione di volte e cupole in folio (evidenziando a nome della società le caratteristiche ignifughe delle sue opere). Questi possono essere visti su molti edifici iconici in città americane come New York, Boston, Washington, Filadelfia, Pittsburgh o Baltimora. Ha anche scritto libri e articoli sulla costruzione e il comportamento delle volte in folio.
Fino alla fine della sua vita si ritirò nella sua proprietà a Black Mountain chiamata Rhododendron, oggi considerata un quartiere storico, e suo figlio Rafael (o Rafael Guastavino Junior, Barcellona 1872-New York 1950), continuò l'attività di famiglia. Dopo la sua morte il New York Times lo soprannominò "l'Architetto di New York" nel suo necrologio per aver costruito gli edifici più importanti della storia dell'architettura americana, e fu sepolto in una cripta della Basilica di San Lorenzo ad Asheville, che progettato lui stesso.

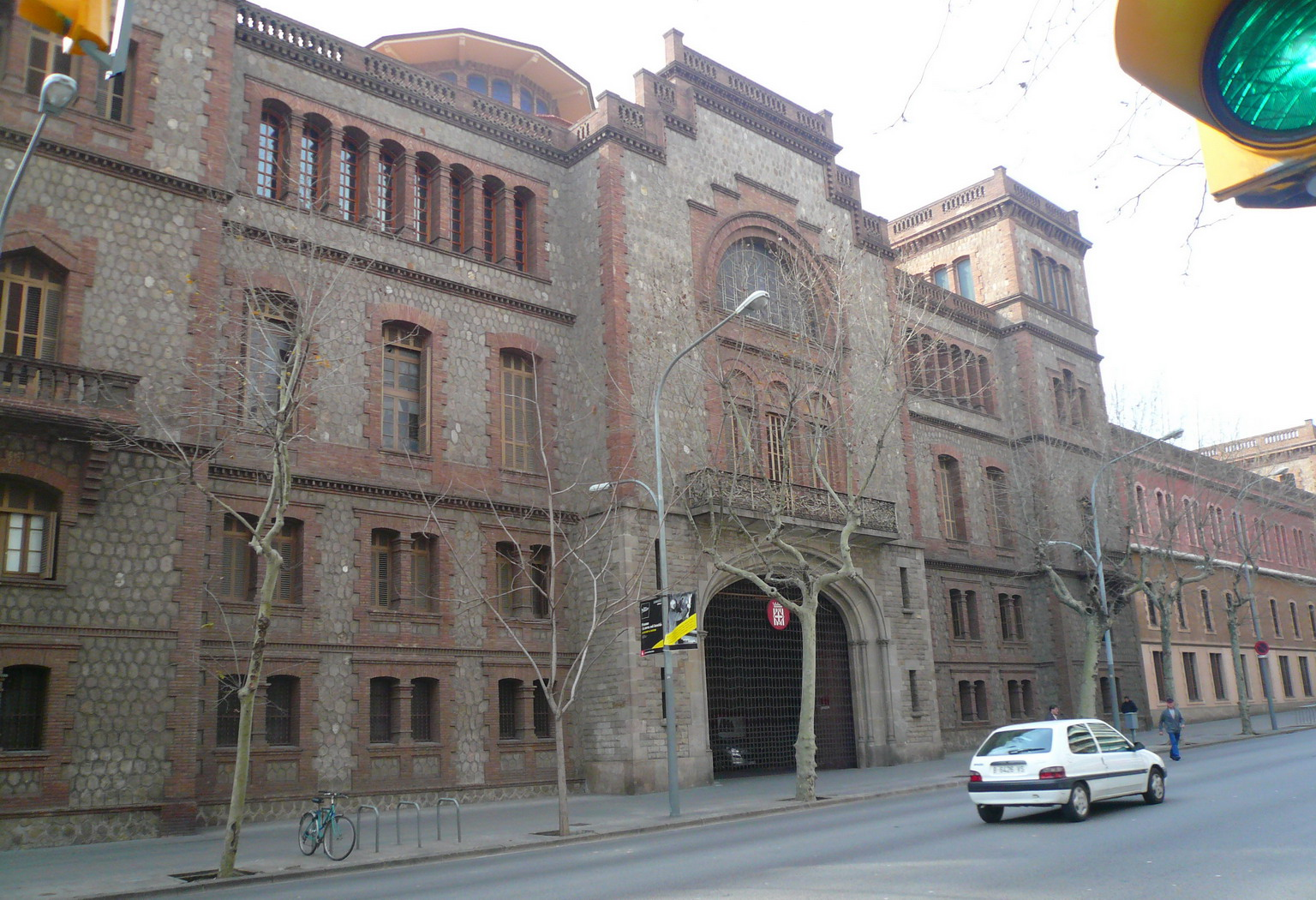
Scuola industriale, ex Fábrica Batlló, a Barcellona
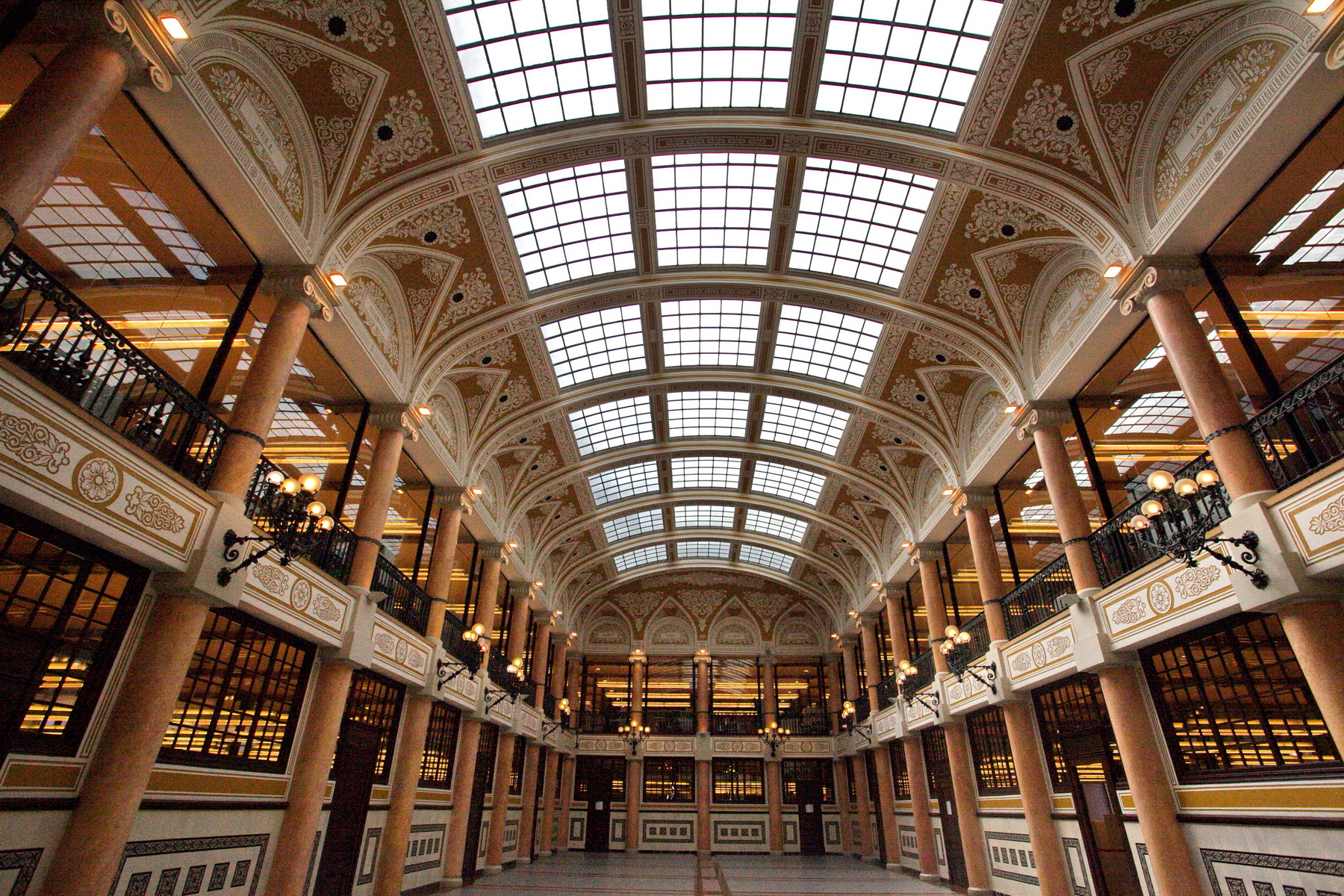
Interno della Scuola industriale
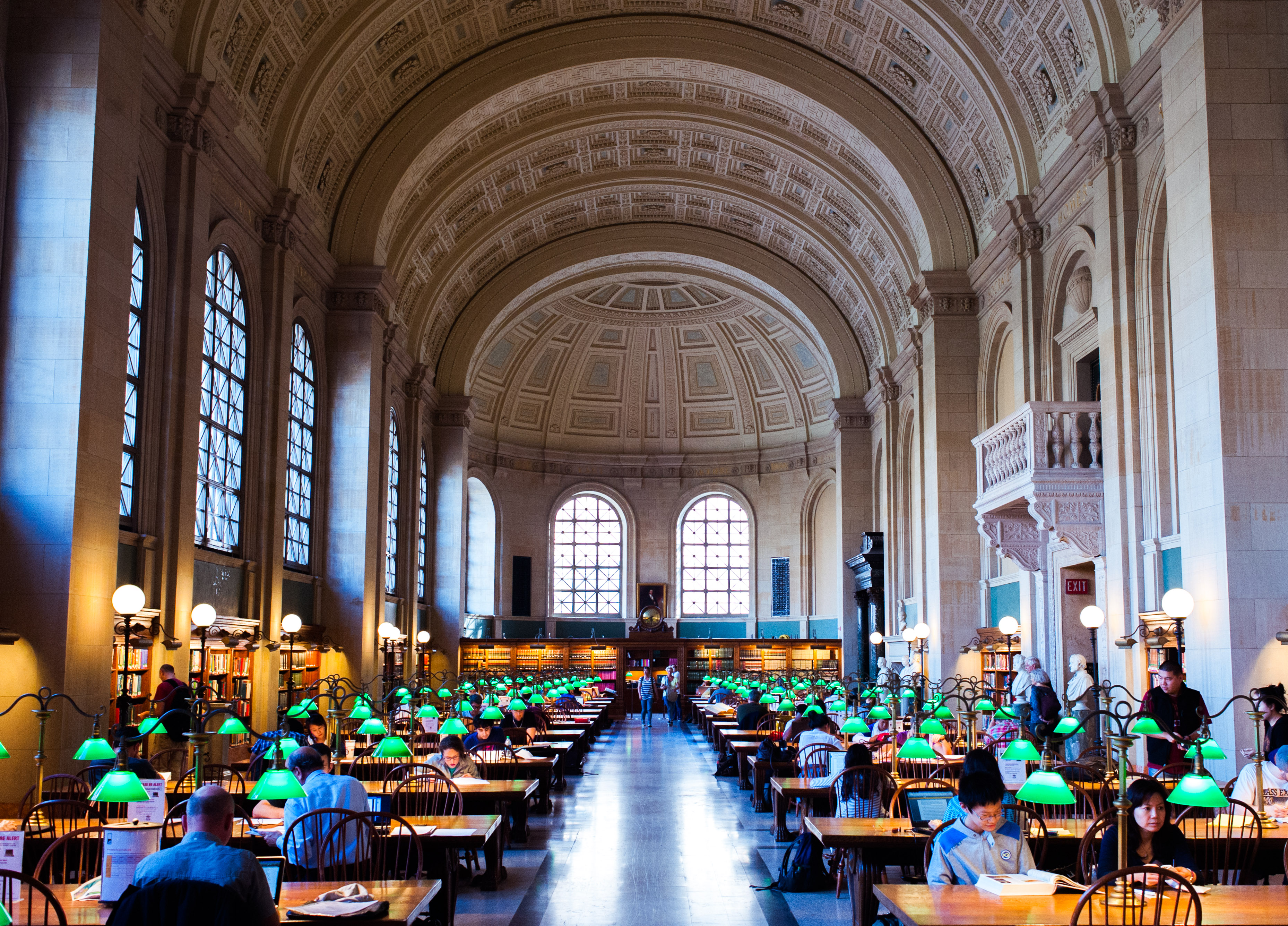
Bates Hall della biblioteca pubblica di Boston
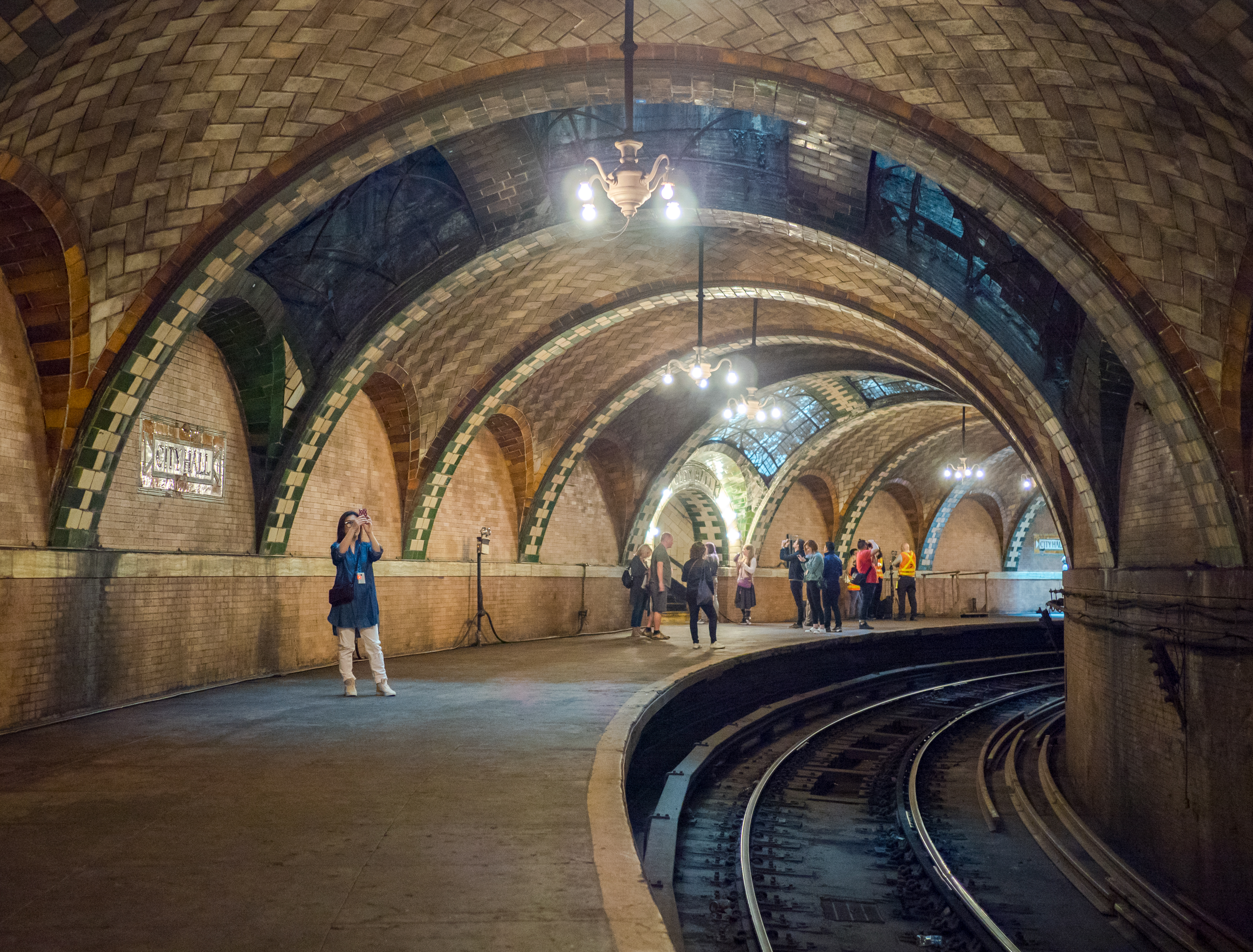
Stazione fantasma City Hall di New York
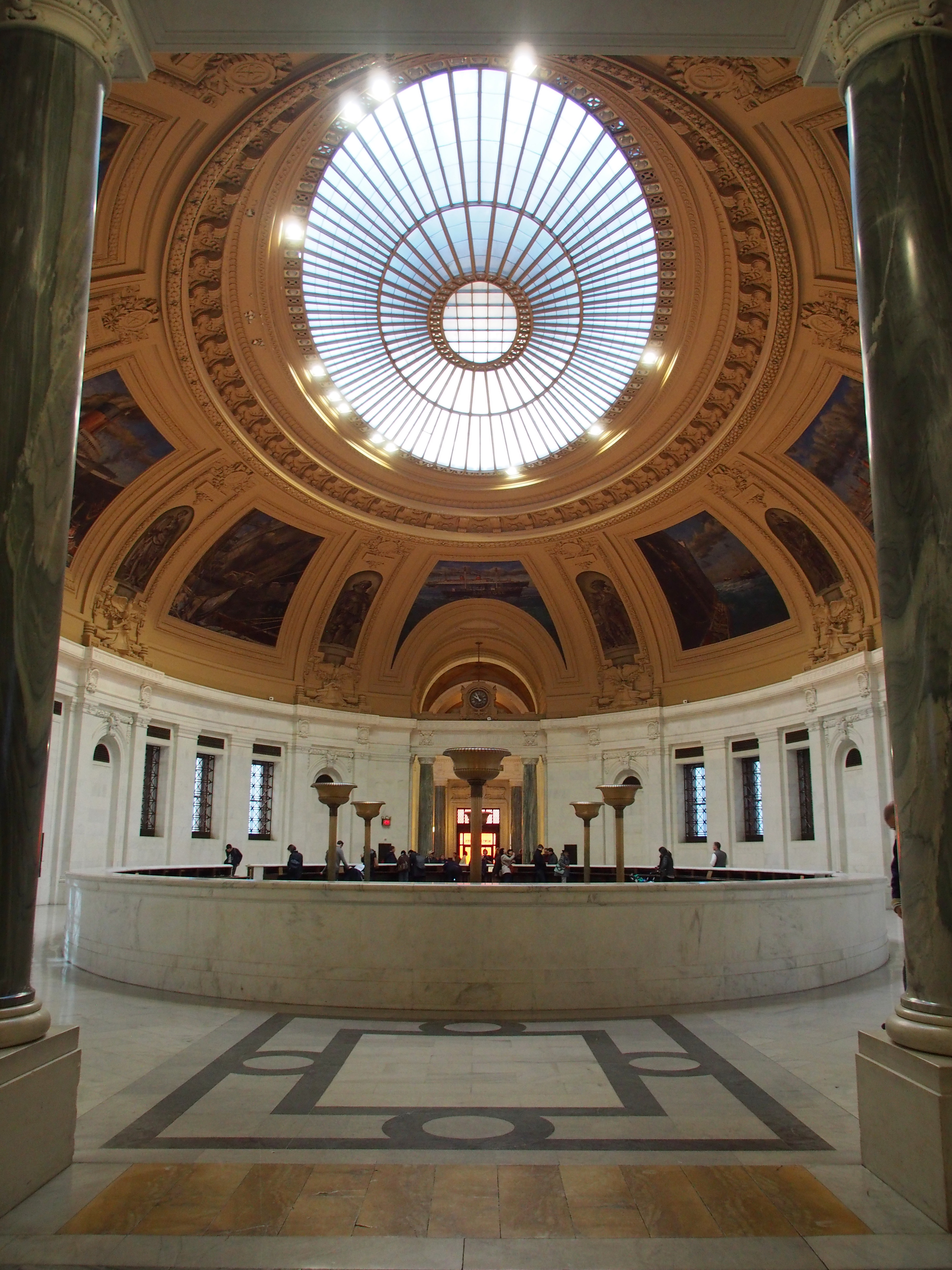
Cupola della Custom House, a New York
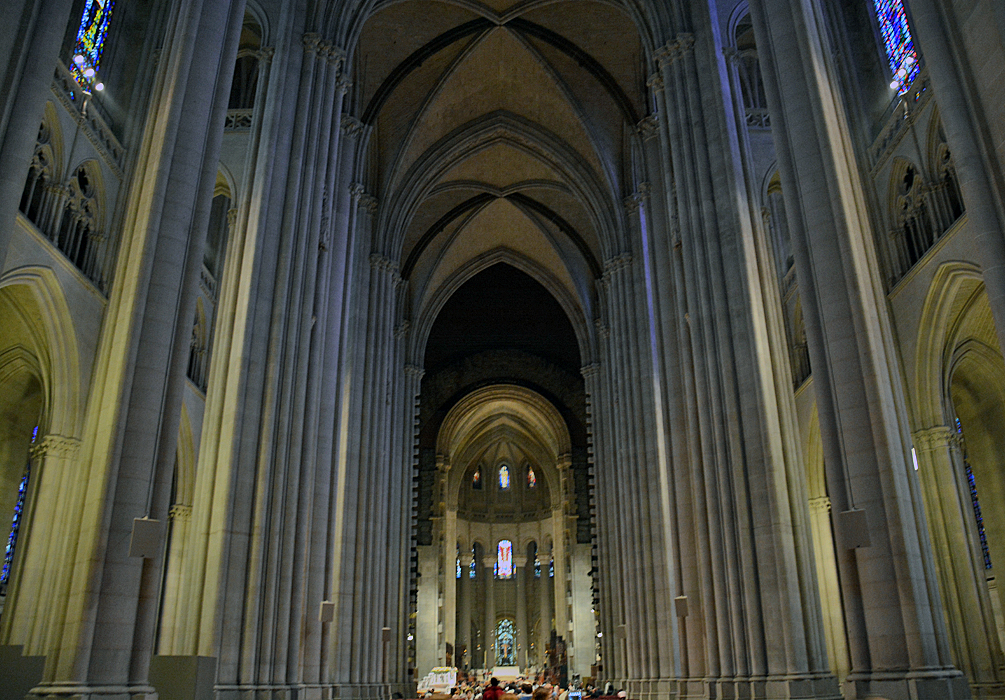
Volte della Cattedrale di San Giovanni il Divino, a New York
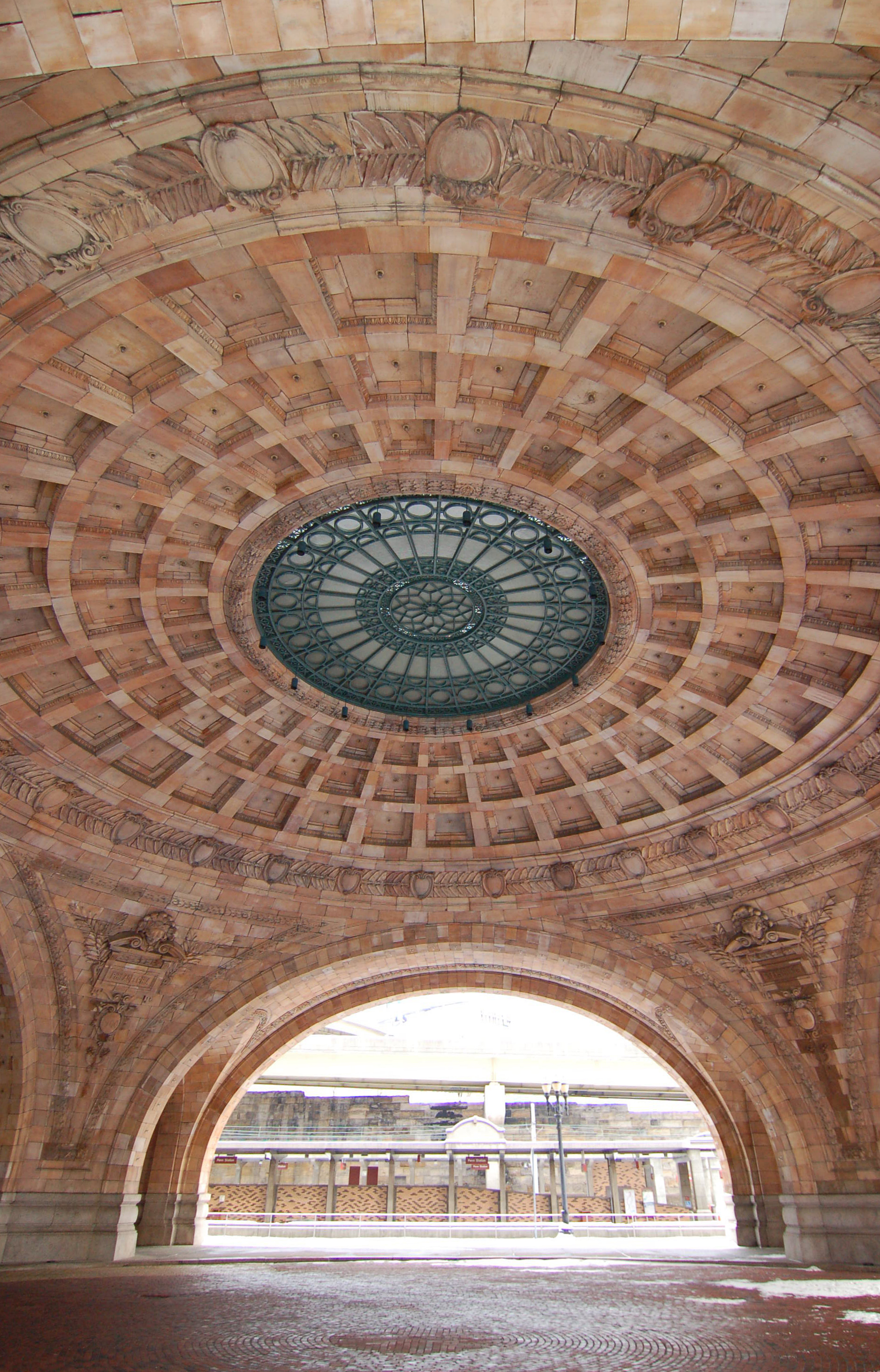
Cupola della Union Station di Pittsburgh
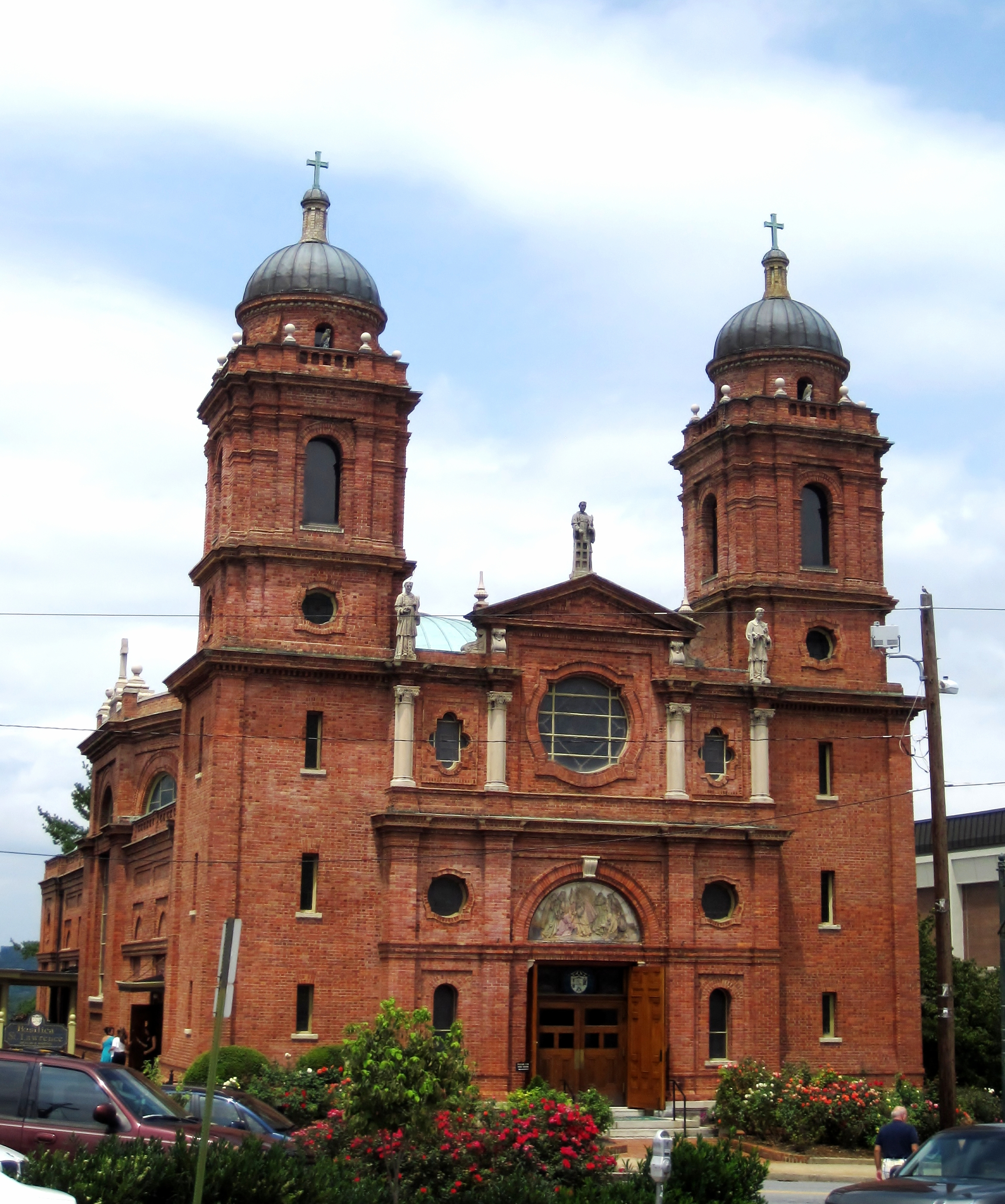
Basilica di San Lorenzo ad Asheville
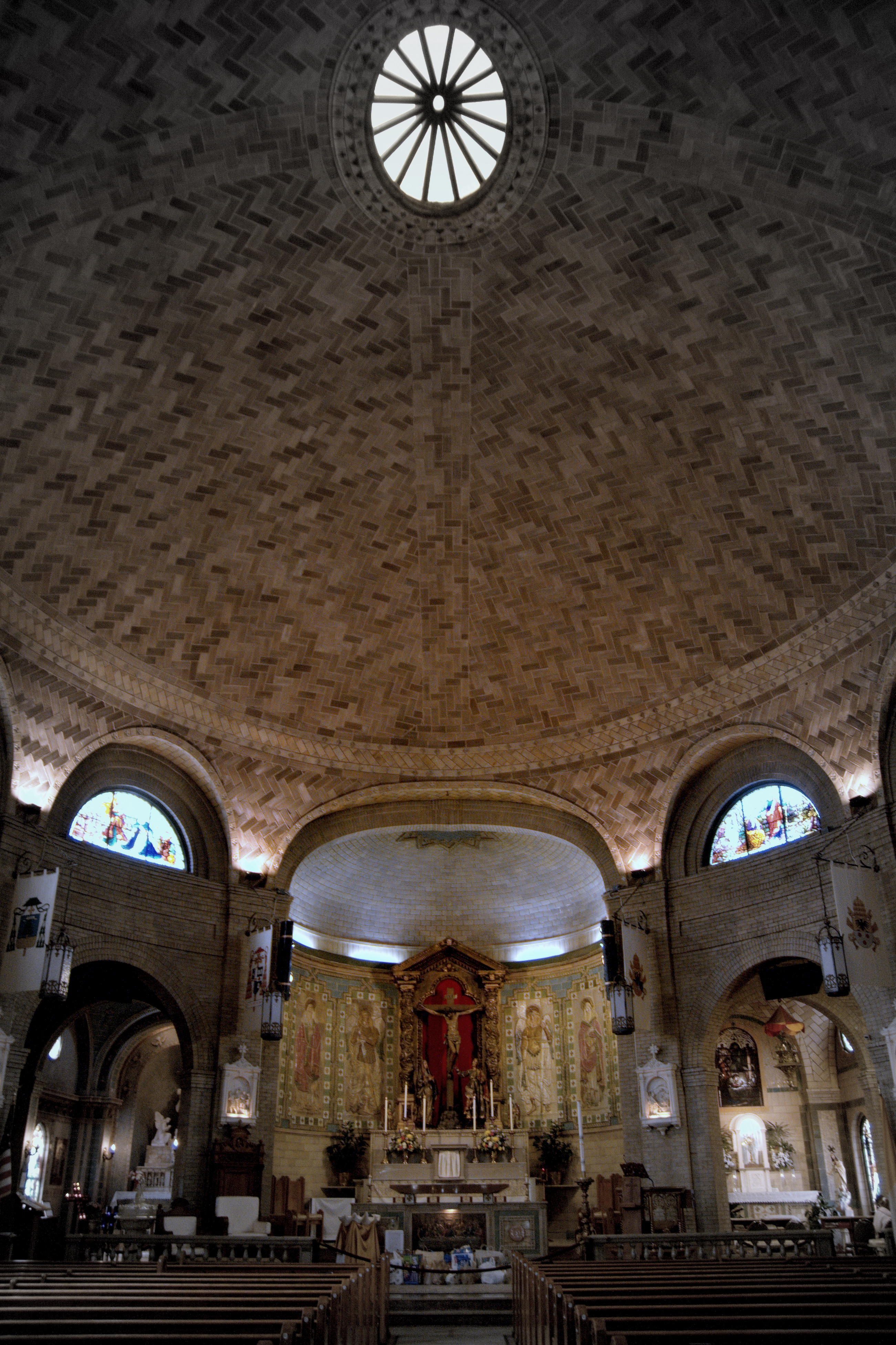
Interno della Basilica di San Lorenzo